# Caudebronde
Caudebronde är en kommun i departementet Aude i regionen Occitanien  i södra Frankrike. Kommunen ligger  i kantonen Mas-Cabardès som ligger i arrondissementet Carcassonne. År 2022 hade Caudebronde 220 invånare.

## Befolkningsutveckling
Antalet invånare i kommunen Caudebronde
Referens: INSEE